# Nakamotův koeficient
Nakamotův koeficient (NK) je jedním ze způsobů, kterými lze měřit stupeň decentralizace blockchainové sítě. Poprvé byl navržen v roce 2017 Balaji Srinivasanem a Lelandem Leem a pojmenován na počest vynálezce kryptoměny Bitcoin, Satošiho Nakamota.
Nakamotův koeficient vyjadřuje minimální počet entit, které jsou potřeba pro ohrožení fungování sítě. Hodnota koeficientu se v čase mění a definice ohrožení se může lišit v závislosti na definici úzkého místa, viz podkapitola Decentralizace a její omezení.

## Důvody vzniku
Podle Srinivase a Leeho panovalo v kryptoměnové komunitě přesvědčení, že hlavní výhodou kryptoměn nad konvenčními měnami je zejména jejich decentralizace. Navzdory tomu ale nebyl dostupný způsob, kterým by se dala decentralizace dané měny objektivně měřit. Srinivas a Lee se tedy inspirovali Giniho koeficientem a Lorenzovou křivkou a navrhli Nakamotův koeficient jako nástroj pro sledování vývoje decentralizace jednotlivých měn v čase a zároveň umožňující vývojářům decentralizaci zvyšovat.

## Decentralizace a její omezení
Omezení decentralizovaných služeb plyne z podstaty jejich existence – tedy, že kterákoliv decentralizovaná síť má svá úzká centralizovaná místa. Uveďme zde ilustrativní příklad: 
Kryptoměna Bitcoin postrádá centrální autoritu, je tedy decentralizovaná a každý uživatel se může na jejím chodu podílet. Přesto, pokud si uživatel chce koupit bitcoinovou minci, v naprosté většině případů využije služeb některé z kryptoměnových burz/směnáren. Pokud bychom v tomto příkladu uvažovali existenci pouze dvou kryptoměnových burz na světě, pak lze říci, že Bitcoinová síť jako taková je decentralizovaná, ale pro zamezení přístupu uživatelů k Bitcoinu je potřeba přerušit přístup pouze ke dvěma úzkým místům tohoto ekosystému. Nakamotův koeficient Bitcoinu by v takovém scénáři byl roven 2. 
| Úzké místo        | Jedná se o decentralizaci pokud:                                                     |
| ----------------- | ------------------------------------------------------------------------------------ |
| Těžba             | ... více než 99 % transakcí vykonává jeden těžař?                                    |
| Softwarový klient | ... celý ekosystém spoléhá na jeden softwarový klient?                               |
| Vývojáři          | ... se na vývoji podílí pouze jeden programátor?                                     |
| Burzy/Směnárny    | ... 99 % transakcí prochází přes jednu burzu?                                        |
| Uzly              | ... jsou všechny uzly v jedné zemi? (popřípadě v jedné budově, jednom datacentru...) |
| Adresy            | ... pokud je 99 % mincí vlastněno jednou entitou?                                    |

Je pochopitelně možné zvolit i jiná úzká místa a některá jsou významnější než jiná. Např. těžba je pro fungování sítě naprosto nezbytná, naopak kompromitace burzy pro existenci dané blockchainu život ohrožující být nemusí. 
Proto se může definice Nakamotova koeficientu lišit. Např.
- NK může udávat potřebný počet směnáren k ovládnutí 75 % obchodu s kryptoměnami.
- NK může udávat minimální počet zemí, ve kterých se nachází 51 % těžařského výkonu.
- NK může udávat minimální množství těžařů kontrolujících 51 % těžařského výkonu.

## Nakomotův koeficient pro jednotlivé blockchainy
Jak bylo uvedeno v předchozím textu, Nakamotův koeficient má vždy podobný význam – „minimální počet X potřebný k ovládnutí Y % Z“.  
Pro blockchainy využívající konsenzus Proof of Stake je NK definován jako „minimální počet uzlů (validátorů), které dohromady kontrolují více než 33,33% zástavy (staku) sítě“.
| Blockchain     | NK |
| -------------- | -- |
| Mina           | 63 |
| Thorchain      | 33 |
| Avalanche      | 25 |
| Solana         | 24 |
| Terra          | 15 |
| Sui            | 14 |
| Stargaze       | 13 |
| Osmosis        | 10 |
| Hedera         | 9  |
| Binance        | 8  |
| Agoric         | 8  |
| Near           | 8  |
| Cosmos         | 8  |
| Celestia       | 4  |
| Polygon        | 4  |
| Graph Protocol | 3  |
| Ethereum       | 2  |
| Regen Network  | 0  |

Údaje NK pro PoS blockchainy byly platné k 7.11.2023.